# Bernd Müller (Politiker)
Bernd Müller (* 25. September 1953 in Gießen) ist ein deutscher Kommunalpolitiker (CDU) und war vom 1. Juli 1999 bis zum 30. Juni 2011 Bürgermeister von Mühlheim am Main.

## Leben
Müller machte 1974 sein Abitur. Nachdem er 1975 seinen Wehrdienst leistete, studierte er von 1976 bis 1982 Rechtswissenschaften und Soziologie in Gießen. Im Anschluss war er von 1982 bis 1983 Referendar am Landgericht Gießen. Von 1984 bis 1986 arbeitete er in der Rechtsabteilung der PSA Bank (Neu-Isenburg) als Assistent der Geschäftsleitung. Nach seiner Zulassung zur Anwaltschaft eröffnete Müller 1986 seine eigene Anwaltskanzlei in Mühlheim am Main und arbeitete bis 1999 als Rechtsanwalt. 
Im Mai 1999 wurde er in einer Stichwahl zum Bürgermeister der Stadt Mühlheim am Main gewählt. Er konnte sich hierbei mit 54,1 % zu 45,9 % gegen seinen SPD-Kontrahenten durchsetzen. Im März 2005 wurde Müller mit 51,2 % für eine zweite Amtszeit gewählt. Bei den Bürgermeisterwahlen im Januar 2011 unterlag er jedoch Daniel Tybussek (SPD) mit 40,8 % zu 59,2 %. Nach Ende seiner Amtszeit wurde Müller wieder als Rechtsanwalt tätig. Bei den Kommunalwahlen in Hessen 2011 kandidierte er für einen Sitz im Kreistag des Landkreises Offenbach.
Müller ist verheiratet und hat eine Tochter. Seine Tochter kandidierte ebenfalls bei den hessischen Kommunalwahlen 2011 für die CDU.